# پاتریس سوربارا
پاتریس سوربارا (انگلیسی: Patrice Sorbara؛ زادهٔ ۸ سپتامبر ۱۹۸۵) بازیکن فوتبال اهل فرانسه است.
از باشگاه‌هایی که در آن بازی کرده‌است می‌توان به باشگاه فوتبال باستیا اشاره کرد.